# Hašima

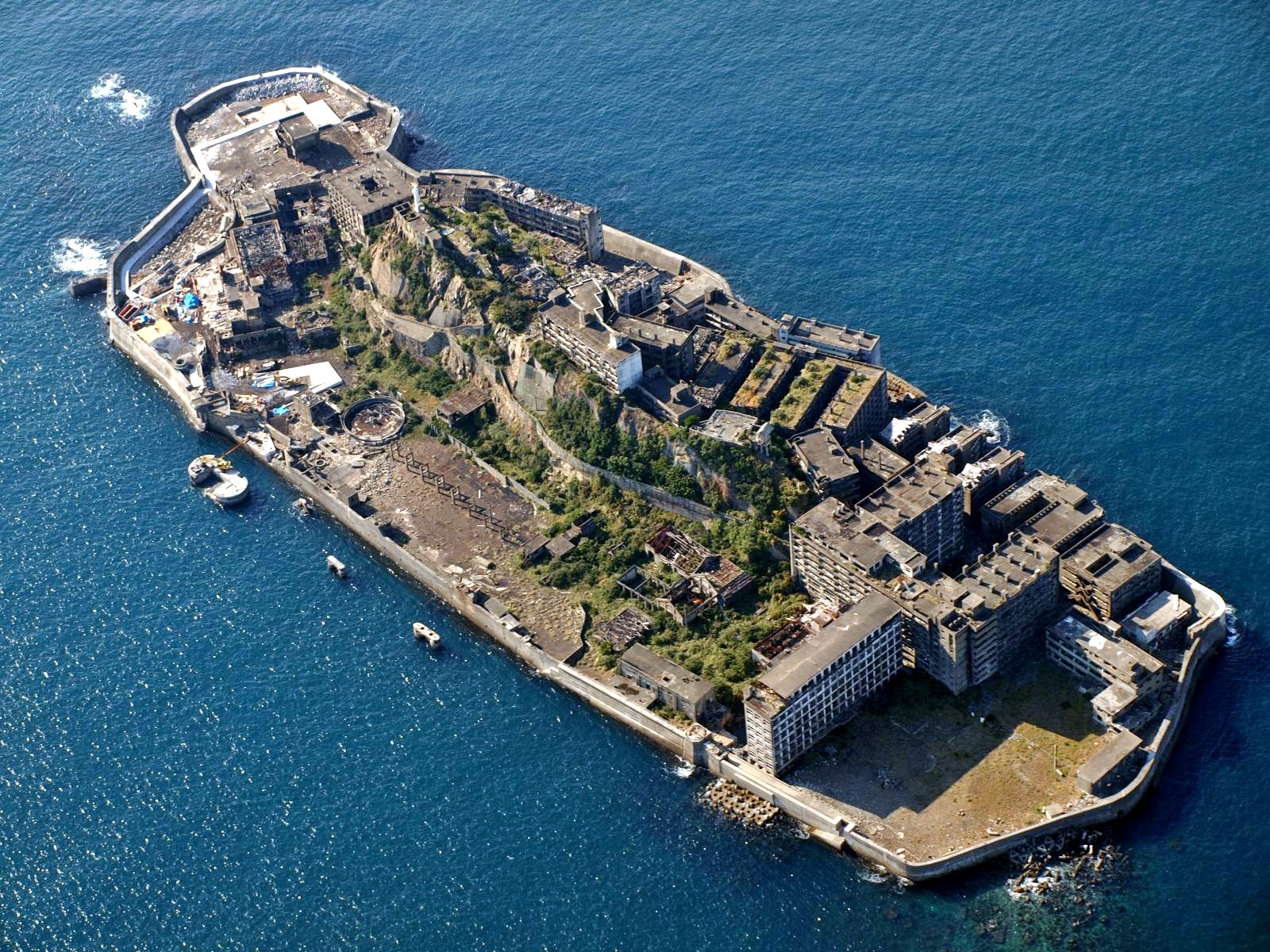
Hašima – letecký pohled

Ostrov Hašima (端島; -šima je japonský výraz pro ostrov, pro svůj tvar často zvaný Gunkandžima (軍艦島, gunkan – bitevní loď), je jeden z 505 neobydlených ostrovů v prefektuře Nagasaki.

## Historie
Ostrov byl obýván mezi roky 1887–1974 jako zařízení pro těžbu uhlí. Nejpozoruhodnějšími rysy ostrova jsou opuštěné původní betonové bytové domy, které obklopuje mořská zeď. Ostrov je od roku 2005 pod správní částí města Nagasaki, předtím byl spravován bývalým městem Takašima.
Byl známý pro své uhelné doly a jejich provoz během industrializace Japonska. Koncern Mitsubishi koupil tento ostrov v roce 1890 a začal projekt, jehož cílem bylo dobývání uhlí z mořského dna. V roce 1916 zde byly postaveny první velké betonové stavby (9 pater vysoké) pro uspokojení rozrůstající se řady pracovníků. Beton byl speciálně užívaný na ochranu proti tajfunům.
Roku 1959 dosáhla populace 6,3 hektarového ostrova svého vrcholu – 5 259 lidí s hustotou obyvatelstva 835 osob na hektar (83 500 osob/km2, 216 264 osob na čtvereční míli) na celý ostrov nebo 1 391 osob na hektar (139 100 osob na km2) pro obytné čtvrti.
Když v 60. letech v Japonsku ropa nahradila uhlí a uhelné doly se začaly zavírat po celé zemi, nebyly doly na ostrově Hašima výjimkou. Mitsubishi oficiálně oznámila uzavření dolu v roce 1974 a dnes jsou budovy na ostrově prázdné a pusté, což je důvodem, proč jej nazýváme ostrov duchů. Cesty na ostrov byly znovu otevřeny pro veřejnost 22. dubna 2009, 35 let po uzavření.

## Etymologie
V angličtině se ostrovu přezdívá Battleship Island, to vzešlo z překladu japonského gunkandžima (gunkan – bitevní loď, džima, rendaku pro výraz šima, šima – ostrov). Ostrov došel k přezdívce kvůli zjevné podobnosti k japonské válečné lodi Tosa. Také je znám jako Ostrov duchů.

## Aktuální stav

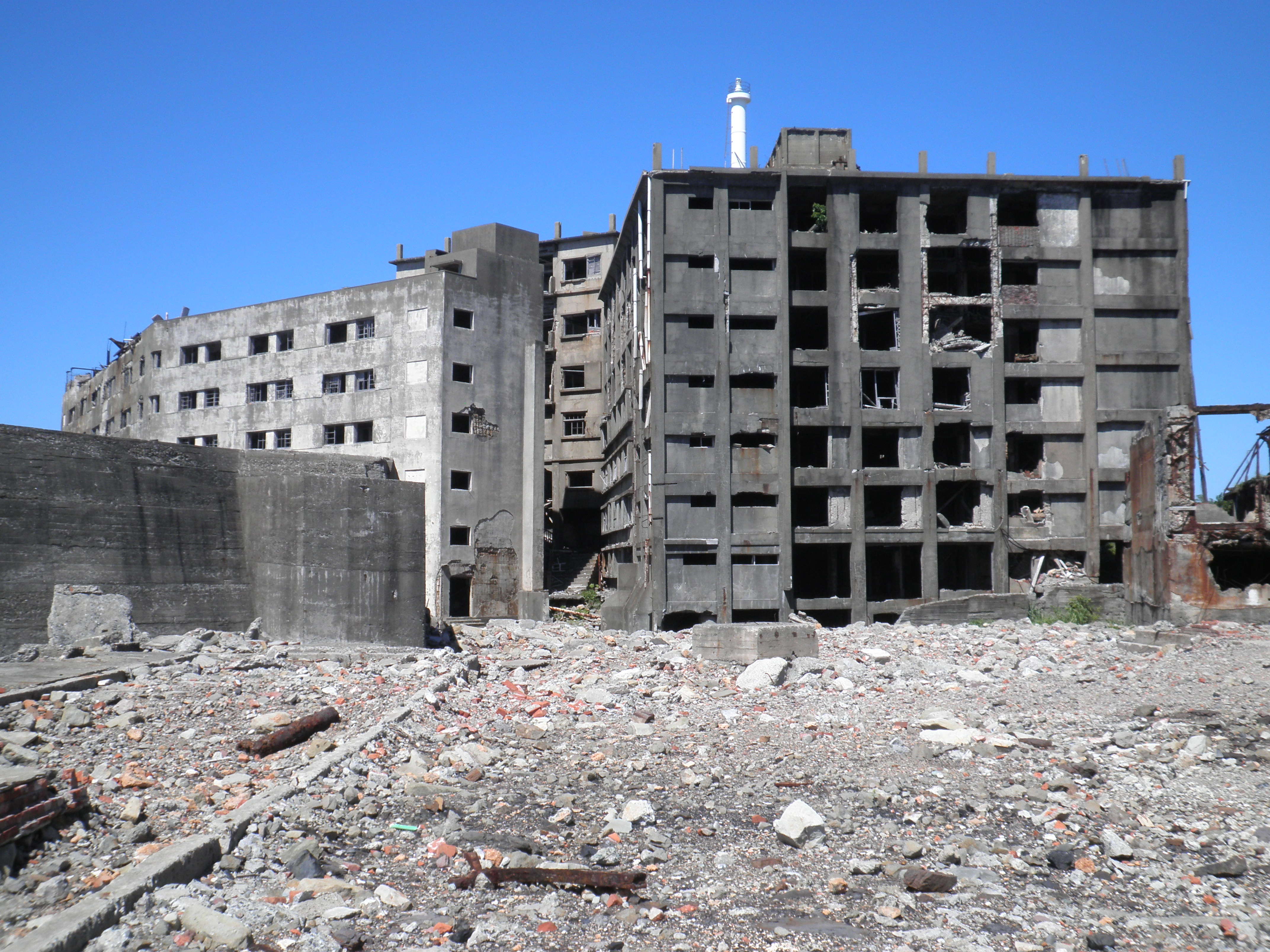
Ruiny budov na ostrově (srpen 2010)

Ostrov si stále více získává mezinárodní pozornost nejen obecně pro jeho moderní regionální dědictví, ale také pro nerušené bytové komplexy zastupující období Taišó a Šówa. Staly se častým subjektem diskuzí mezi nadšenci po ruinách.
Od doby, co ostrov nebyl udržován, se už mnoho budov zřítilo, jiné jsou zhroucením ohroženy. Proto se bortící se vnější zdi zpevňují betonem.
V roce 2002 byl ostrov dosavadním vlastníkem, koncernem Mitsubishi, předán městu Takašima. Po připojení Takašimy k Nagasaki v roce 2005 je pod správou tohoto města i ostrov Hašima. Malá část ostrova byla znovu otevřena pro cestovní ruch dne 22. dubna 2009. Úplné zpřístupnění ostrova by vyžadovalo velkou investici do zabezpečení budov v havarijním technickém stavu.

## Nedávný zájem
Dne 23. srpna 2005 bylo povoleno přistávat na ostrově, ale jen pro novináře. Výjev zruinovaných oblastí na ostrově byl vysílán v médiích. V první řadě město Nagasaki plánovalo obnovu mola pro přistávání na duben 2008. Krom toho bylo pro návštěvníky naplánováno vybudování 220 metrů chodníku.
Vzhledem ke zpoždění v postupu prací na konci roku 2007 město oznámilo, že možnost přístupu pro veřejnost bude zpožděna asi jeden rok až do jara 2009. Město čelilo obavám o bezpečnost, protože riziko zřícení budov na ostrově je kvůli jejich výraznému stárnutí vysoké.
V létě roku 2013 byl ostrov zdokumentován pro systém Google Street View.
Ostrov se objevil ve filmu Skyfall (2012).